# Traun (folyó)
A Traun a Duna 153 km hosszú jobb oldali mellékfolyója Stájerországban és Felső-Ausztriában. Enns és Traun között terül el a Traunviertel, de a folyó vezeti le a Salzkammergut vizeinek jelentős részét is.

## Folyása
A folyó a Totes Gebirgében ered Grundlseer Traun néven, a stájerországi Kammersee mögött. Átfolyik a Toplitzseen és a Grundlseen. Bad Ausseeben egyesül az Altausseer Traunnal és a Kainischtraunnal, innentől Koppentraunnak nevezik. Ez a felső vízgyűjtő terület a Stájer Salzkammergut. A Koppentraun nyugat felé folyik a Koppenpasson keresztül, majd a Dachstein-masszívumnál északnak fordul, és keresztülfolyik a Hallstatti-tavon.
A tóból való kifolyástól veszi fel a Traun nevet. Középső folyásán átszeli a Belső-Salzkammergutot és Bad Ischlt, ahonnan északkelet felé folyik tovább. A Höllengebirge mellett Ebenseenél ömlik a Traunseebe. A tavat Gmundennél hagyja el.
Stadl-Pauránál fogadja be legnagyobb mellékfolyóját, az Agert, majd Wels mellett folyik el. Linznél torkollik a Dunába.

## Fordítás
- Ez a szócikk részben vagy egészben a Traun (Donau) című német Wikipédia-szócikk ezen változatának fordításán alapul.  Az eredeti cikk szerkesztőit annak laptörténete sorolja fel. Ez a jelzés csupán a megfogalmazás eredetét és a szerzői jogokat jelzi, nem szolgál a cikkben szereplő információk forrásmegjelöléseként.